# Chileens paard

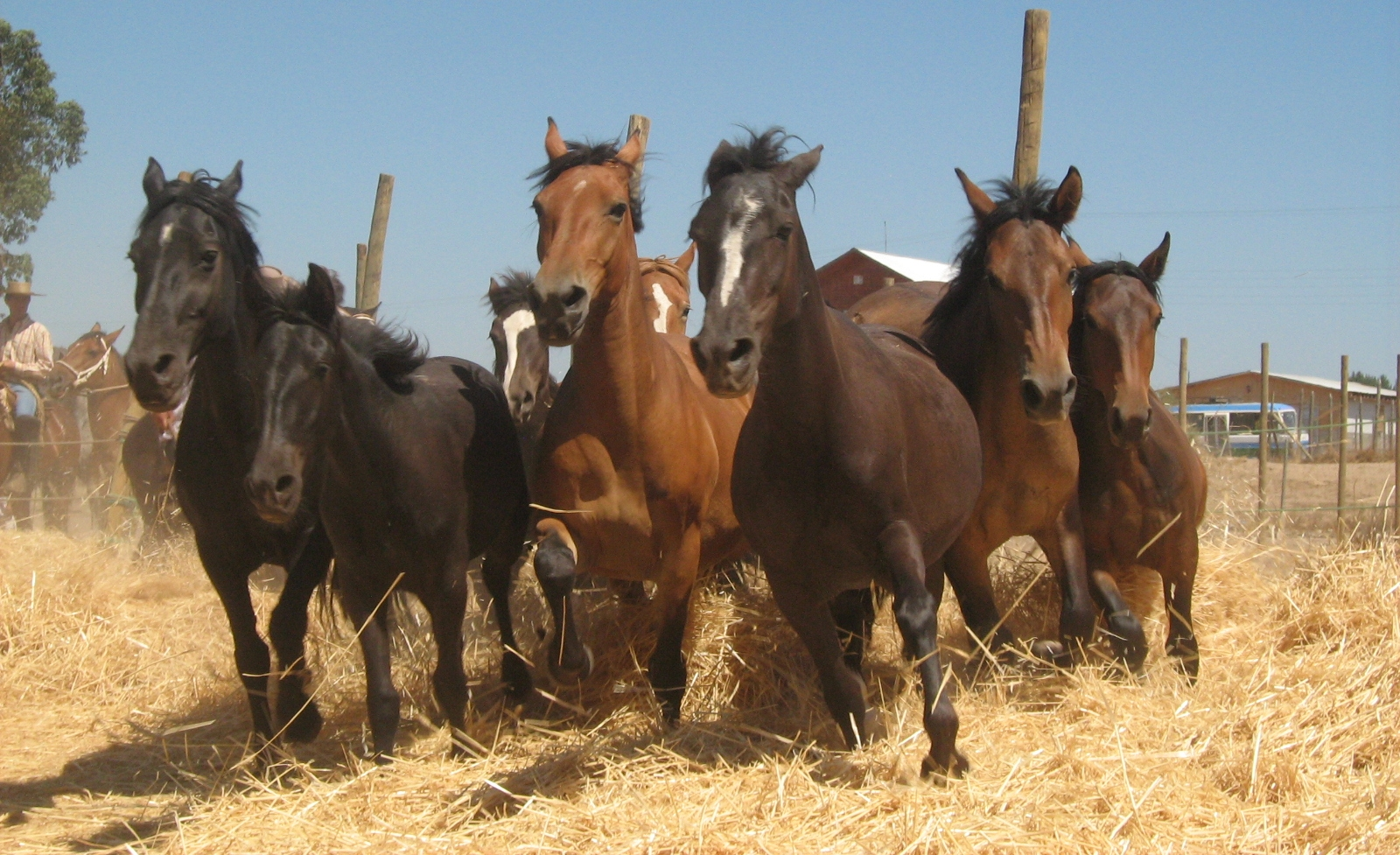
Merries op een dorsvloer

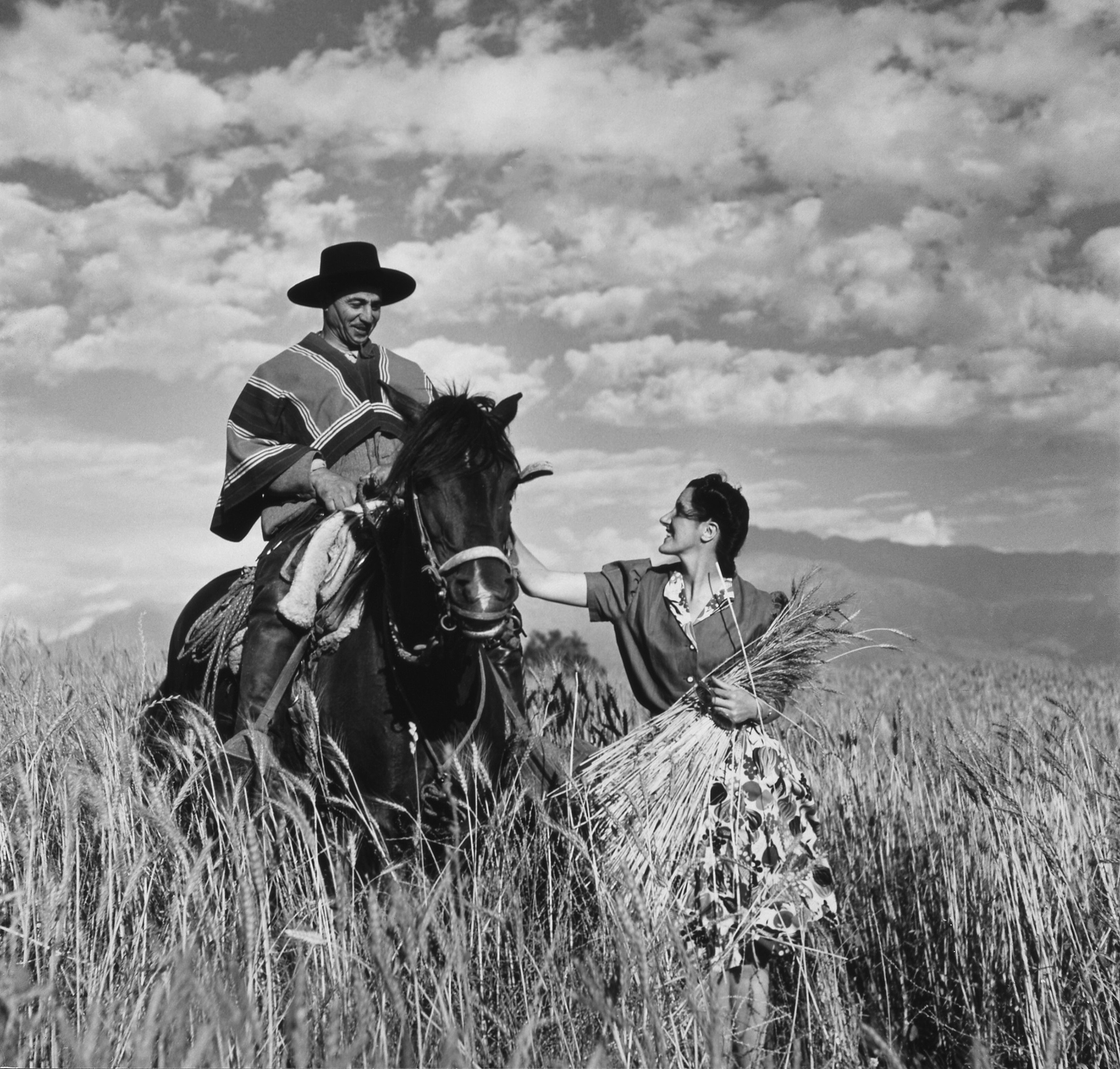
Een Huaso en zijn china, 1940

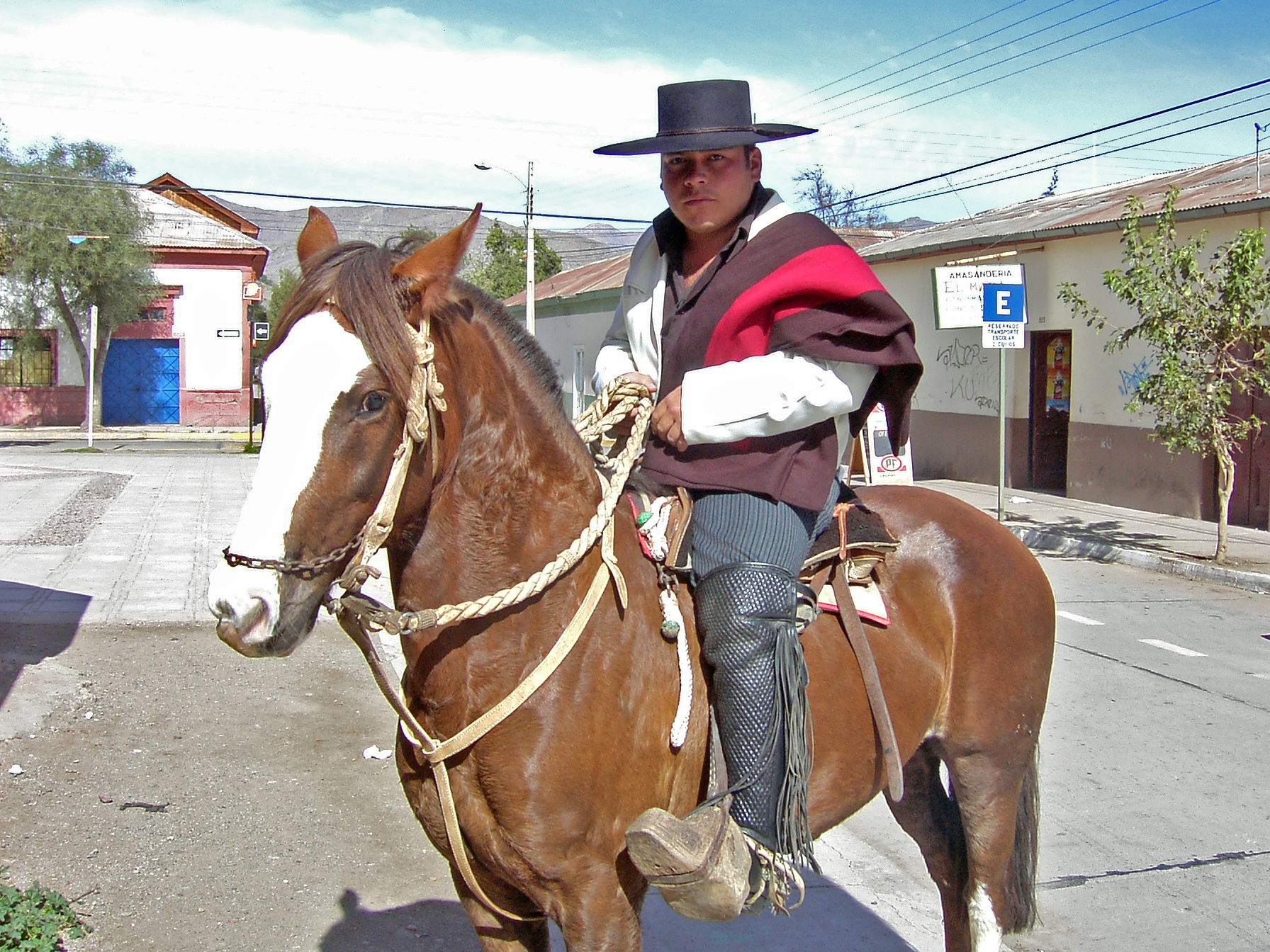
Een huaso

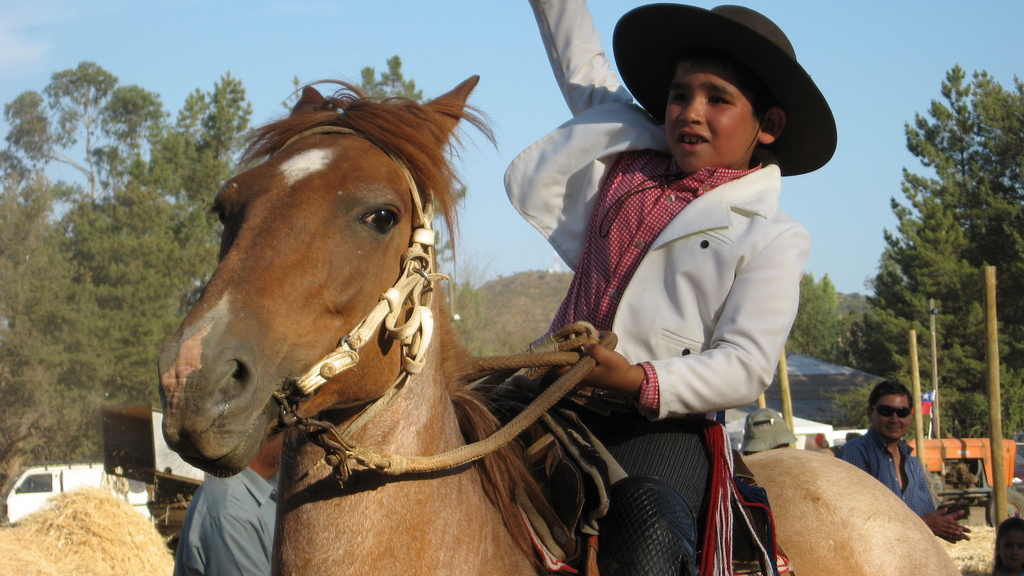
Een jongeman te paard

Het Chileens paard of de Chileense Corralero is een paardenras uit Chili in Zuid-Amerika. Op meerdere niveaus telt dit ras tot de oudste van Amerika; wat betreft zijn stamboekregistratie geldt het paard als oudste inheemse ras, als langst bestaande Iberisch ras en als langst bestaande veedrijverspaard.

## Geschiedenis

### Ten tijde van de kolonie
De oorsprong van het Chileense paard ligt in Peru en in de vruchtbare vlaktes van Charcas nabij Sucre in het huidige Bolivia en gaat vermoedelijk terug op bemoeienissen van de pater Rodrigo González Marmolejo die met de beste hengsten uit die gebieden kwaliteitspaarden begon te fokken in 'Nieuw Toledo' (het huidige Chili).
Aan het einde van de 16e eeuw waren de leden van het Chileense volk de Mapuche uitstekende ruiters, die beschikten over excellente krijgspaarden. In de 17e eeuw ontwikkelden zich in Chili welomschreven types van paradepaarden, telgangers en tuigpaarden en kreeg het land de reputatie de beste paarden van Zuid-Amerika te bezitten. De paarden waren gefokt op eigenschappen als temperament, lenigheid, uithoudingsvermogen, moed tijdens werken met vee en gehoorzaamheid.
In de 18e eeuw hadden de jaarlijkse veetellingen, die door een wet uit 1557 verplicht waren gesteld, enorme proporties aangenomen. De corrals waarin het vee vanuit de heuvels bijeengedreven werd door de huasos dienden een capaciteit van soms wel zevenduizend stuks te kunnen bevatten. Het jonge vee moest ter classificering vanuit de grote kudde in kleinere compartimenten gedreven worden, zodat de eigenaars de dieren naar gebruik konden indelen en hun brandmerk zouden kunnen plaatsen. Het vee moest door lange gangpaden naar de juiste vakken gedreven worden. Deze praktijk resulteerde in een behendigheidssport met vee die nu bekendstaat als Chileense rodeo en als landelijke sport beoefend wordt in speciale arena's, die medialuna genoemd worden.
De toename van de tarweteelt leidde ertoe dat groepen van vijftig tot honderd merries ingezet werden om het graan te dorsen. Deze merries moesten zelfstandig kniehoog door het gemaaide koren waden op een ronde dorsvloer. De paarden die struikelden of vielen werden uitgesloten en geslacht. De merries die dit werk goed deden waren de moeders van de beste rodeopaarden. Tegen het einde van de achttiende eeuw waren er meerdere bedrijven die een goede administratie bijhielden van de verschillende soorten paarden die zij fokten.

### Ten tijde van de republiek
Gedurende de 19e eeuw leidde de onafhankelijkheid van Spanje ertoe dat er in Chili een duidelijke voorkeur voor veedrijverspaarden en krijgspaarden ontstond. De beste paarden werden uitgekozen om de nieuw gevormde republiek te dienen en te vertegenwoordigen. In deze periode had Chili invloedrijke fokkers die de paarden ook op snelheid gingen selecteren om te voldoen aan de vraag naar renpaarden voor de kortebaan rennen die in die tijd populair werden.
Het einde van de negentiende eeuw betekende in Chili dat de agrarische bedrijven kleiner werden, dat spoorwegen en auto's het transport overnamen en dat de landbouwmechanisatie in de vorm van dorsmachines ook die taak overbodig maakte. De redding voor het Chileense paard was de algemene opleving in de belangstelling voor de rodeo.
Voor 1850 had de fokkerij van het Chileense paard een gesloten karakter zonder invloed van buitenaf. Men was ervan overtuigd dat men reeds de beste paarden van Zuid-Amerika bezat en ook de geografisch afgesloten ligging van vele gebieden in het uitgestrekte land maakte dat veel Chileense paarden zeer raszuiver bleven.
De trouw van de fokkers aan het inheemse rastype werd nog eens begunstigd doordat Chili het eerste land was dat een nationaal stamboek oprichtte en doordat de traditionele rodeo, waarin deze paarden absolute uitblinkers waren, steeds verder werd geïnstitutionaliseerd. Tot op heden worden deze paarden vooral gewaardeerd om hun snelheid, meer nog dan om hun uithoudingsvermogen.
Het Chileense paard is het oudste ras van veedrijverspaarden van Amerika en het enige dat vanaf de oprichting van het stamboek geen kruisingen heeft toegelaten.

## Kenmerken
Het Chileense paard is zeer hard en genoegzaam, heeft een hoge pijndrempel en is zeer gezond en vruchtbaar. Het paard heeft gezonde hoeven en dubbel vachthaar, wat het geschikt maakt voor zowel zeer koud als zeer heet klimaat. Het paard is leergierig en wil graag werken.
Wat betreft de kleur ziet men bruin, zwart, vos, schimmel en vale kleuren als palomino, wildkleur en grullo.
Het ras wordt nog het meest gebruikt voor werken met vee in het algemeen en de Chileense rodeo in het bijzonder.

## Literatuur

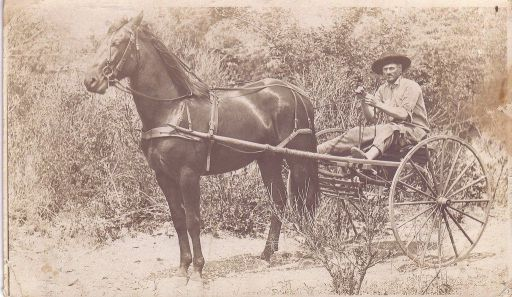
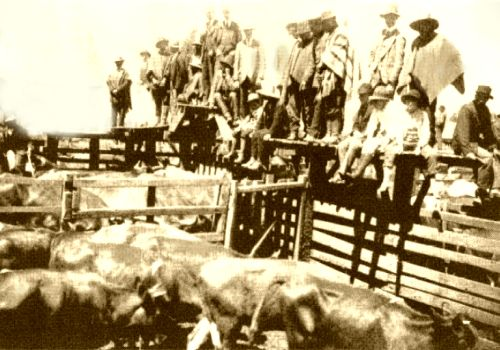
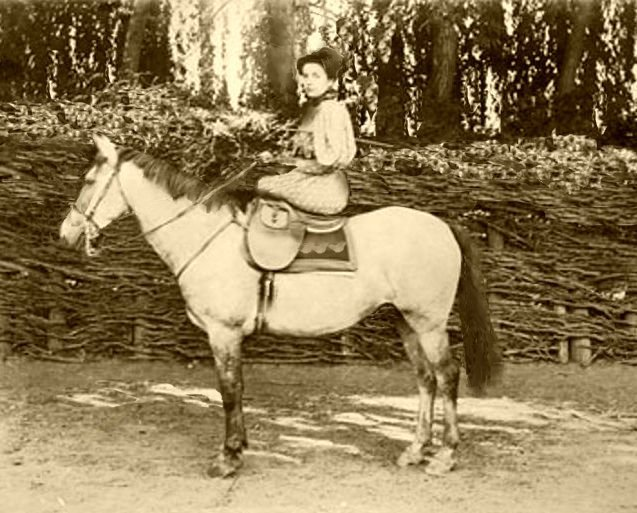